# 埃爾克霍恩格羅夫 (伊利諾伊州)
埃爾克霍恩格羅夫（英語：Elkhorn Grove）是位於美國伊利諾伊州卡洛爾縣的一個非建制地區。該地的面積和人口皆未知。

## 地理
埃爾克霍恩格羅夫的座標為42°00′29″N 89°44′04″W / 42.00806°N 89.73444°W，而該地的平均海拔高度為222米（即728英尺）。